# FIM Europe
FIM Europe, pol. Europejska Federacja Motocyklowa (dawniej Union Européenne de Motocyclisme, skrót UEM, pol. Europejska Unia Motocyklowa) – europejska organizacja pozarządowa, zrzeszająca 47 narodowych federacji sportów motocyklowych.

## Kongresy
- 1996 –  Kolonia
- 1997 –  Praga
- 1998 –  Sztokholm, Saltsjöbaden
- 1999 –  Bukareszt
- 2000 –  Kraków
- 2001 –  Budapeszt
- 2002 –  Luksemburg
- 2003 –  Amsterdam
- 2004 –  Sofia
- 2005 –  Opatija
- 2006 –  Kijów
- 2007 –  Larnaka
- 2008 –  Ryga
- 2009 –  Stambuł
- 2010 –  Porto
- 2011 –  Treviso
- 2012 –  Belgrad
- 2013 –  Wilno
- 2014 –  Kraków